# Pseudosybra cristata
Pseudosybra cristata är en skalbaggsart som först beskrevs av Stefan von Breuning 1960.  Pseudosybra cristata ingår i släktet Pseudosybra och familjen långhorningar. Inga underarter finns listade i Catalogue of Life.